# Thorsten Rudolph

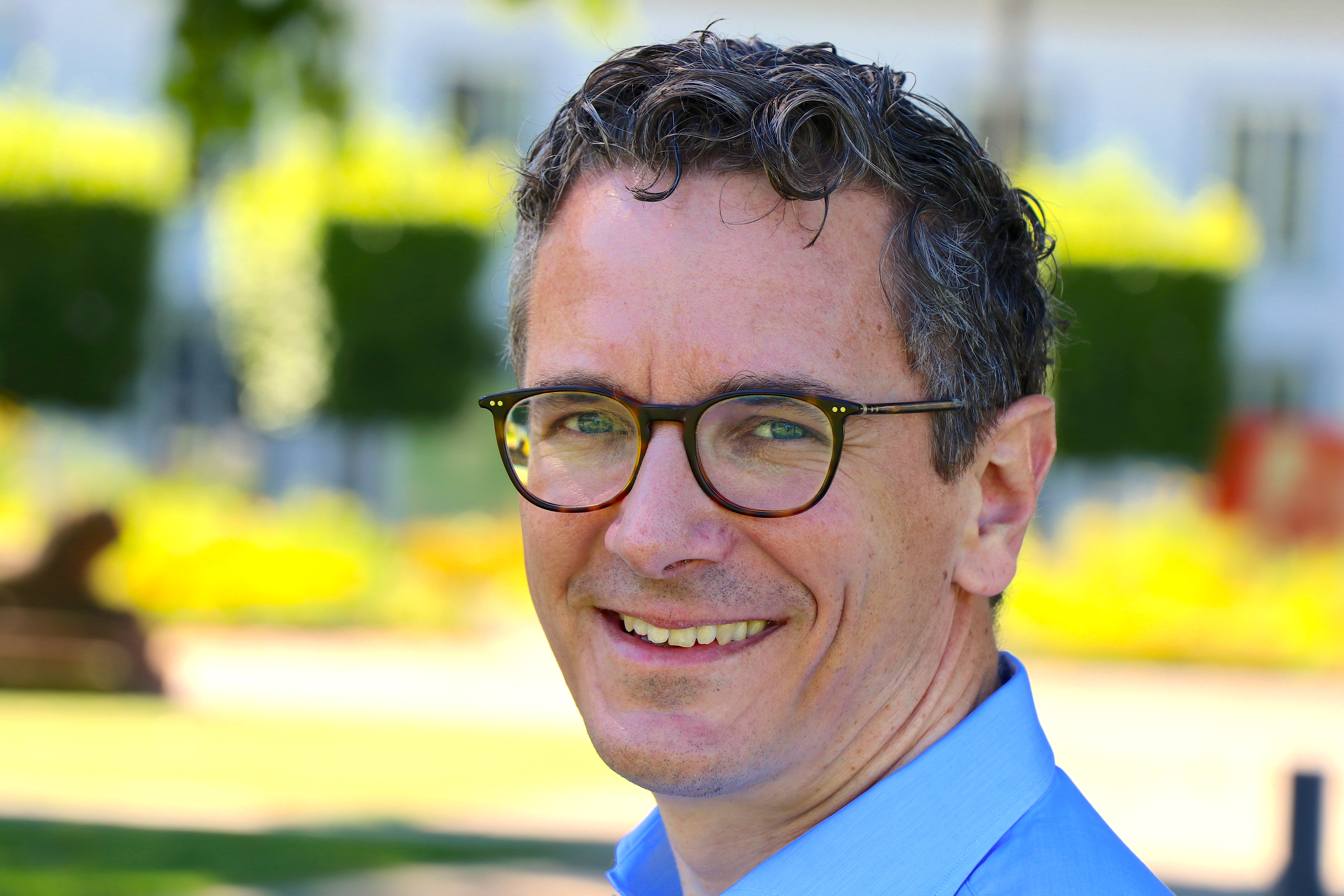
Thorsten Rudolph (2020)

Thorsten Rudolph (* 15. März 1974 in Koblenz) ist ein deutscher Politiker (SPD) und seit 2021 Mitglied des Deutschen Bundestages. Seit Mai 2025 ist er haushaltspolitischer Sprecher der SPD-Bundestagsfraktion.

## Leben und Beruf
Rudolph wurde in Koblenz geboren, wuchs aber mit seinen drei jüngeren Geschwistern in Vallendar auf. Sein Vater war Hauptschullehrer an der Goetheschule in Lützel und seine Mutter Krankenpflegerin in der Klinik Lahnhöhe.
1993 erhielt Rudolph sein Abitur am Eichendorff-Gymnasium in Koblenz. Danach studierte er Philosophie, Latein und Germanistik sowie Volkswirtschaftslehre und Rechtswissenschaften in Bonn. 2000 erhielt er sein Magister Artium in Philosophie, Germanistik und Klassischer Philologie. Während der Promotion in Germanistik verbrachte er auch ein Jahr in den USA an der University of Virginia. 2006 promovierte er in Neuerer deutschen Literaturwissenschaft. 2007 erhielt er sein Diplom in Volkswirtschaftslehre.
Von 2000 bis 2004 war er wissenschaftliche Hilfskraft am SFB/FK „Medien und kulturelle Kommunikation“ und am Lehrstuhl von Jürgen Fohrmann an der Rheinische Friedrich-Wilhelms-Universität Bonn. Von 2008 bis 2009 war er Sachgebietsleiter bei den Finanzämtern Koblenz und Neuwied. Von 2009 bis 2021 war er im Ministerium der Finanzen Rheinland-Pfalz und in der Staatskanzlei Rheinland-Pfalz tätig. Von 2017 bis 2021 war er als Abteilungsleiter im rheinland-pfälzischen Finanzministerium für die Wirtschaftsförderung und die Beteiligungen des Landes zuständig.

## Politische Tätigkeiten
Seit 1989 ist Rudolph Mitglied der SPD. Er ist Mitglied des Rates der Stadt Koblenz, Kulturpolitischer Sprecher der SPD-Stadtratsfraktion, Mitglied des Vorstands des SPD-Regionalverbands Rheinland und stellvertretender Vorsitzender des SPD-Ortsvereins Koblenz-Süd. Er ist Mitglied des Vorstands der SPD Koblenz.
Bei der Bundestagswahl 2021 erreichte er im Bundestagswahlkreis Koblenz mit 29,9 % der Erststimmen den zweiten Platz hinter dem CDU-Kandidaten Josef Oster (31,7 %) und verpasste damit das Direktmandat. Jedoch zog er über den dritten Platz der Landesliste der SPD Rheinland-Pfalz in den 20. Deutschen Bundestag ein. Bei der Bundestagswahl 2025 erhielt er 24,4 % der Stimmen und wurde hinter Oster erneut Zweiter. Über die Landesliste der SPD Rheinland-Pfalz (Listenplatz 6) wurde er erneut in den Bundestag gewählt. Dort ist er ordentliches Mitglied im Haushaltsausschuss. Am 20. Mai 2025 wurde er von der SPD-Bundestagsfraktion zum Haushaltspolitischen Sprecher gewählt. Am 26. Juni 2025 wählte ihn das Plenum des Bundestages in das Vertrauensgremium zur Genehmigung der geheimen Wirtschaftspläne der Nachrichtendienste des Bundes.
Zusätzlich ist Rudolph stellvertretender Vorsitzender im Verwaltungsrat der Bundesanstalt für Immobilienaufgaben (BImA) sowie Mitglied im Verwaltungsrat der Kreditanstalt für Wiederaufbau (KfW) und im Gremium „Sondervermögen Bundeswehr“.
Bis 2025 war er Mitglied im Unterausschuss zu Fragen der Europäischen Union, dem Bundesfinanzierungsgremium sowie stellvertretendes Mitglied des Finanzausschusses.

## Mitgliedschaften
Rudolph war Aufsichtsratsvorsitzender der Staatsbad Bad Ems GmbH, stellvertretender Aufsichtsratsvorsitzender der Landeskrankenhaus A.ö.R, Aufsichtsratsmitglied der Lottogesellschaft Rheinland-Pfalz, des Verwaltungsrats der Investitions- und Strukturbank Rheinland-Pfalz (ISB) sowie der Gesellschafterversammlung der Wirtschaftsförderungsgesellschaft Koblenz. Er ist Mitglied des Aufsichtsrats der Universitätsmedizin Mainz und des Vorstands der TuS Rot-Weiß Koblenz. Außerdem ist er Mitglied der Vorstädter Kirmesgesellschaft 1948 „St. Josef“ und des Laubacher Bürgervereins 1875 zu Koblenz.

## Privates
Rudolph ist verheiratet und Vater einer Tochter.